# Cyklon (lanciatore)
Cyklon (in ucraino Циклон; russo Циклон Ciklon; in italiano Ciclone) è una famiglia di razzi vettori prima sovietici e poi ucraini, usati principalmente per mettere in orbita i satelliti Cosmos. Questi razzi derivarono dal missile ICBM R-36 progettato da Michail Jangel'. I razzi Cyklon erano anch'essi progettati dall'ufficio di progettazioni di Michail Jangel' (definito con la sigla OKB-586) e costruiti dalla Južmaš, entrambi con sede a Dnipropetrovsk, in Ucraina. I lanci venivano invece effettuati dal cosmodromo di Bajkonur.

## Versioni
- La prima versione, denominata Cyklon, era un razzo a due stadi; era lungo 39,7 metri, aveva un diametro di 3 m e pesava 182 tonnellate. Usava come propellenti il tetrossido di diazoto e la dimetilidrazina asimmetrica (UDMH) e poteva mettere in orbita un carico utile di 3.000 kg. Il primo lancio venne effettuato il 27 ottobre 1967, l'ultimo il 25 gennaio 1969.
- Cyklon-2 fu la versione successiva. Era un razzo a tre stadi, che aveva le stesse misure della versione precedente e usava gli stessi propellenti;  poteva mettere in orbita un carico utile di 2.820 kg. Il primo lancio di questa versione avvenne il 6 agosto 1969, l'ultimo il 24 giugno 2006.
- Un'ulteriore versione, Cyklon-3, fu lanciata per la prima volta il 24 giugno 1977. Era un razzo a tre stadi, con le stesse dimensioni del Cyklon-2 ma più pesante (189 tonnellate). Usava gli stessi propellenti della versione precedente, ma poteva mettere in orbita un carico utile di 4.100 kg. Dopo il dissolvimento dell'Unione Sovietica il razzo rimase all'Ucraina; l'ultimo lancio venne effettuato il 30 gennaio 2009.